# Gianni Metalli
Gianni Metalli (* 28. Februar 1930 in Lugano; † 24. November 2006 ebenda) war ein Schweizer Maler, Grafiker, Radierer, Illustrator und Siebdrucker. Sein Werk umfasst Malerei, Grafik, Collagen, Zeichnungen, Siebdrucke, Reliefs und Szenografie.

## Leben und Werk
Gianni Metalli wuchs in Lugano auf und besuchte die Kunstgewerbeschule in Bellinzona. Anschliessend bildete er sich autodidaktisch weiter. Er war ab 1962 Mitglied der Tessiner Sektion der GSMBA und stellte seine Werke seither in Gruppen- und Einzelausstellungen im In- und Ausland aus. Zwischen 1963 und 1985 entwarf er einige Bühnenbilder. In den 1970er-Jahren schuf er geometrische Bilder. Wichtige Impulse erhielt er vom Architekten und Künstler Alberto Sartoris (1901–1998). Zudem illustrierte er bis in die 1980er-Jahre verschiedene literarische und künstlerische Publikationen.
In den 1990er-Jahren löste sich Metalli von seinen bisherigen Bildkompositionen. In der Folge schuf er auf weissen oder grauen Hintergrundflächen gleichmässig verteilte monochrome Linien. 2010 stellte das Kunstmuseum Lugano aus ihrer Sammlung wichtige Werke von Metalli aus. Darunter waren auch Werke aus der Schenkung seiner Frau Olga Metalli-Coglio (1931–2016).